# بومقر
بومقر (به عربی: بومقر) یک شهرداری در الجزایر است که در استان باتنه واقع شده‌است. بومقر ۱۱۱٫۶۹ کیلومتر مربع مساحت و ۱۳٬۸۳۶ نفر جمعیت دارد و ۷۵۶ متر بالاتر از سطح دریا واقع شده‌است.